# Ramón Mata Crespo
Ramón Mata Crespo (València, 1820 - 1891) fou un advocat i polític valencià, alcalde de València durant la restauració borbònica.
El 1844 es llicencià en dret a la Universitat de València i entrà a treballar en el despatx de Manuel Cortina y Arenzana, destacat líder del Partit Progressista al que es va adscriure. El 1847 es dedicà a activitats mercantils alhora que participava en tertúlies progressistes. El 1858 fou escollit diputat a la Diputació de València per la Unió Liberal pel districte del Mercat de València i va presentar la seva candidatura a les Corts Espanyoles, però no fou escollit. Després de la revolució de 1868 va tornar a la política de la mà de Josep Peris i Valero i fou president de la Junta d'Instrucció Pública. Després del pronunciament de Sagunt de desembre de 1874 es va retirar de la política, tot i que es va mantenir vinculat al Partit Liberal, amb el que fou escollit alcalde de València el març de 1889. En gener de 1890 va dimitir per motius de salut i morí un any després.